# ФБР: Самые разыскиваемые (телесериал)
«ФБР: Самые разыскиваемые» (англ. FBI: Most Wanted) — американская полицейская драма, созданная Диком Вульфом, спин-офф телесериала ФБР.  Премьера сериала состоялась 7 января 2020 года на телеканале CBS.
6 мая 2020 года телесериал был продлен на второй сезон. В мае 2022 года телесериал был продлен на четвертый и пятый сезон.
Премьера пятого сезона телесериала состоялась 13 февраля 2024 года. 9 апреля 2024 года, телеканал CBS продлил телесериал на шестой сезон.

## Сюжет
Сериал рассказывает о буднях специального отдела ФБР, который занимается розыском самых опасных преступников. Каждый день команда федеральных агентов работает по всем штатам Америки без выходных, ради защиты граждан своей страны.

## В ролях
- Джулиан Макмэхон — Джесс Лакруа (сезон 1- 3)[7]
- Дилан МакДермотт - Реми Скотт
- Шантель Вансантен - специальный агент Нина Чейз
- Рокси Штенберг — Шерил Барнс
- Келлан Латс — Кен Кросби ( сезон 1- 3)[8]
- Натаниэль Аркан — Клинтон Скай (сезон 1- 2)[9]
- Кейша Касл-Хьюз — Хана Гибсон
- Мигель Гомес — Иван Ортис (сезон 2 - 3)[10]
- Эдвин Ходж[англ.] — Рэй Кеннон
- Алекса Давалос — Кристин Гейнс[11] (сезон 3 - 4)[12]
- Алана Де Ла Гарза — Изабель Кастилье
- Эми Карлсон — Джеки Уорд[13]
- Терри О’Куинн — Байрон Лакруа[14]

## Обзор сезонов
| Сезон | Сезон | Эпизоды | Дата показа      | Дата показа | Рейтинг Нильсона | Рейтинг Нильсона       |
| Сезон | Сезон | Эпизоды | Премьера         | Финал       | Ранк             | Зрители США (миллионы) |
| ----- | ----- | ------- | ---------------- | ----------- | ---------------- | ---------------------- |
|       | 1     | 14      | 7 января 2020    | 5 мая 2020  | 18               | 10,20                  |
|       | 2     | 15      | 17 ноября 2020   | 25 мая 2021 | 16               | 8.89                   |
|       | 3     | 22      | 21 сентября 2021 | 24 мая 2022 | 12               | 8.75                   |
|       | 4     | 22      | 20 сентября 2022 | 23 мая 2023 | 14               | 8.02                   |
|       | 5     | 13      | 13 февраля 2024  | 21 мая 2024 | 17               | 7.28                   |
|       | 6     | TBA     | 15 октября 2024  | 2025        | TBA              | TBA                    |

## Производство

### Разработка
24 марта 2021 года телеканал CBS продлил телесериал на третий сезон. Премьера третьего сезона состоялась 21 сентября 2021 года.